# Ахо, Калеви
Ка́леви Энсио А́хо (фин. Kalevi Ensio Aho; род 9 марта 1949, Форсса, Финляндия) — финский композитор и музыкальный педагог.

## Биография
В 1971 году окончил академию имени Сибелиуса по классу Эйноюхани Раутаваара. После окончания академии некоторое время занимался у Бориса Блахера в Берлине. С 1974 по 1988 год Ахо преподавал теорию музыке в Хельсинкском университете. С 1988 по 1993 он вёл педагогическую деятельность в академии имени Сибелиуса. После этого Калеви Ахо сосредоточился на композиторской работе. Жанровый диапазон простирается от сценической и симфонической до сольной и камерной музыки. Среди его сочинений 17 симфоний, 29 инструментальных концертов, 5 опер, квартеты, квинтеты, сонаты . В настоящее время Калеви Ахо считается одним из крупнейших современных композиторов Финляндии.
29 ноября 2016 года награждён государственной премией Финляндии в области культуры.
Проживает в городе Хельсинки.